# 나치 독일의 상훈
나치 독일의 상훈은 1923년-1945년 나치당 및 나치 독일에서 수여한 군사, 정치, 민사 상훈들을 총칭함이다.
| 군사훈장                    | 군사훈장 | 군사훈장                                    | 군사훈장 | 군사훈장                                                             |
| --------------------------- | --- | ------------------------------------------- | --- | -------------------------------------------------------------------- |
| 사진                        | 이름 | 제정일                                      | 설명 | 수훈자                                                               |
| 특급장                      | |                                             | |                                                                      |
|                             | 대십자 철십자 성장 Stern zum Großkreuz des Eisernen Kreuzes 슈테른 춤 그로스크로이츠 데스 아이제르넨 크로이체스[*]                                                                                                   | 1939년 9월 1일                              | 제2차 세계 대전에 승리한 이후 가장 위대한 공훈을 세운 장군, 원수들에게 수여할 예정이었음. 하지만 독일이 패배하면서 미군의 노획품이 된다. | 0                                                                    |
|                             | 대십자 철십자장 Großkreuz des Eisernen Kreuzes 그로스크로이츠 데스 아이제르넨 크로이체스[*] | 1939년 9월 1일                              | 독일 국방군 및 동맹국들의 개선장군들에게 수여할 의도로 제정. 헤르만 괴링이 유일한 수훈자로, 1940년 7월 19일 플란드, 프랑스, 덴마크, 노르웨이, 베네룩스 정복에 대한 공을 인정받아 수훈했다.                                                                                           | 1                                                                    |
|                             | 황금기사십자 전공십자장 Goldenes Ritterkreuz des Kriegsverdienstkreuz 골데네스 리터크로이츠 데스 크리크스페르티엔슈트크로이츠[*]                                                                                     | 1939년 10월 18일                            | |                                                                      |
|                             | 독일십자장 황금강석장 Das Deutsche Kreuz in Gold mit Brillanten 다스 도이체 크로이츠 인 골트 미트 브릴란텐[*] | 1941년 9월 28일                             | |                                                                      |
|                             | 황금곡엽검금강석 기사십자 철십자장 Ritterkreuz des Eisernen Kreuzes mit goldenem Eichenlaub, Schwertern und Brillanten 리터크로이츠 데스 아이제르넨 크로이체스 미트 골데넴 아이헨라우프 슈베르테른 운트 브릴란텐 [*] | 1944년 12월 29일                            | 12인의 전쟁영웅을 선별하여 수훈하기로 예정. 유일한 수훈자는 공격기 에이스 한스울리히 루델. | 1                                                                    |
| 무용장                      | |                                             | |                                                                      |
|                             | 곡엽검금강석 기사십자 철십자장 Ritterkreuz des Eisernen Kreuzes mit Eichenlaub, Schwertern und Brillanten 리터크로이츠 데스 아이제르넨 크로이체스 미트 아이헨라우프 슈베르테른 운트 브릴란텐[*]                      | 1941년 9월 28일                             | 곡엽검 기사십자 철십자장 수훈자 중 특히 뛰어난 자에게 수훈. 실질적인 최고 등급 군사훈장. | 27                                                                   |
|                             | 곡엽검 기사십자 철십자장 Ritterkreuz des Eisernen Kreuzes mit Eichenlaub und Schwertern 리터크로이체스 데스 아이제르넨 크로이체스 미트 아이헨라우프 운트 슈베르테른[*]                                               | 1941년 9월 28일                             | 곡엽 기사십자 철십자장 수훈자 중 특히 뛰어난 자에게 수훈. | 160                                                                  |
|                             | 곡엽 기사십자 철십자장 Ritterkreuz des Eisernen Kreuzes mit Eichenlaub 리터크로이체스 데스 아이제르넨 크로이체스 미트 아이헨라우프[*]                                                                                | 1940년 6월 3일                              | 기사십자 철십자장 수훈자 중 특히 뛰어난 자에게 수훈. | 890                                                                  |
|                             | 기사십자 철십자장 Ritterkreuz des Eisernen Kreuzes 리터크로이체스 데스 아이제르넨 크로이체스[*] | 1939년 9월 1일                              | 1급 철십자장 수훈자 중 특히 뛰어난 자에게 수훈. | 7,318                                                                |
| 공로장                      | |                                             | |                                                                      |
|                             | 독일십자장 금장 Deutschen Kreuzes in Gold 도이첸 크로이체스 인 골트[*] | 1941년 9월 28일                             | 여러 번 적에 맞서 용감히 싸운 자에게 수여. | 24,204                                                               |
|                             | 1급 철십자장 Eisernes Kreuz 1. Klasse [*] | 1939년 9월 1일                              | 2급 철십자장 수훈자 중 더욱 뛰어난 자에게 수여. | c. 730,000                                                           |
|                             | 2급 철십자장 Eisernes Kreuz 2. Klasse [*] | 1939년 9월 1일                              | 용맹히 전투에 임하거나 부대를 뛰어나게 지휘한 자에게 수여. | c. 4,750,000                                                         |
|                             | 철십자보장 Spange zum Eisernen Kreuz 스팡겐 춤 아이제르넨 크로이츠 | 1941년 9월 1일                              | 제1차 세계 대전 때 1914년형 철십자장을 수훈한 자에게 수여. |                                                                      |
|                             | 영예감장 Ehrenblattspange 에렌블라트슈팡게[*] | 1944년 1월 30일                             | 2급, 1급 철십자장을 모두 가진 자로서 기사십자 철십자장이나 독일십자장 금장에는 이르지 못하는 정도의 용맹을 한 자에게 수여. | 4,556:316                                                            |
|                             | (검)기사십자 전공십자장 Ritterkreuz des Kriegsverdienstkreuz 리터크로이츠 데스 크리크스페르티엔슈트크로이츠[*] | 1939년 10월 18일                            | 1급 전공십자장 수훈자 중 더욱 뛰어난 자에게 수여. 군인에게는 검이 추가된다. | 118 (검) 137 (검 없음):308                                           |
|                             | 독일십자장 은장 Deutschen Kreuzes in Silber 도이첸 크로이체스 인 실버[*] | 1941년 9월 28일                             | 구호, 보급 등 비전투 분야에서 특출난 활약을 한 자에게 수여. | 1,115                                                                |
|                             | (검) 1급 전공십자장 Kriegsverdienstkreuz I. Klasse | 1939년 10월 18일                            | 2급 전공십자장 수훈자 중 더욱 뛰어난 자에게 수여. 군인은 검이 추가된다. |                                                                      |
|                             | (검) 2급 전공십자장 Kriegsverdienstkreuz II. Klasse | 1939년 10월 18일                            | 군인에게는 검이 추가된다. 검전공십자장은 뛰어난 활약을 보였으나 그 내용이 전투에 직접 관련이 없는 군인에게, 일반 전공십자장은 전쟁수행에 큰 도움이 된 민간인에게 수여한다. |                                                                      |
|                             | 전공포장 Kriegsverdienstmedaille | 1940년 8월 19일                             | 2급 전공십자장의 하위호환. | c. 4,900,000                                                         |
| 종군장                      | |                                             | |                                                                      |
|                             | 스페인 십자장 Spanienkreuz 슈파이넨크로이츠[*] | 1939년 4월 14일                             | 스페인 내전에 파병되어 군공을 세운 자에게 수여. 금강석금검장, 금장, 은검장, 동검장, 은장, 동장 6개 등급이 있다. 사진은 은검장. | 금강석금검장 28 금장 1126 은검장 8304 동검장 8462 은장 327 동장 7869 |
|                             | 1914년/1918년 세계대전 명예십자장 Das Ehrenkreuz des Weltkriegs 1914/1918 | 1934년 7월 13일                             | 제1차 세계 대전 참전 용사 훈장. 전투원에게는 십자에 검이 추가된 전선전투원 명예십자장(Ehrenkreuz für Frontkämpfer). 비전투원에게는 검이 없는 참전자 명예십자장(Ehrenkreuz für Kriegsteilnehmer), 참전자 유가족에게는 검이 없는 유가족 명예십자장 수여. 사진은 전선전투원 명예십자장. | 8,041,414                                                            |
|                             | 1941년/42년 동부 전선 동계전투포장 Medaille „Winterschlacht im Osten 1941/42“ | 1942년 4월 26일                             | 1941년에서 1942년으로 넘어가는 겨울 대소련 공세에 종군한 자에게 수여. | > 30,000,000                                                         |
|                             | 독일서부방벽기장 Deutsches Schutzwall-Ehrenzeichen | 1939년 8월 2일                              | 지크프리트 선 축성을 기념하여 그 설계 및 건설에 관여한 군인, 민간인에게 수여. | 800,000                                                              |
|                             | 1938년 3월 13일 기념포장 Die Medaille zur Erinnerung an den 13. März 1938 | 1938년 5월 1일                              | 오스트리아 합방 기념장. 오스트리아 나치당의 성장에 기여한 모든 오스트리아인, 오스트리아 진군에 참여한 국방군 및 SS 장교, 관료들에게 수여. | 318,689                                                              |
|                             | 메멜 반환기념포장 Medaille zur Erinnerung an die Heimkehr des Memellandes | 1939년 5월 1일                              | 클라이페다(독일 이름 메멜) 병합 기념장. | 31,322                                                               |
|                             | 1938년 10월 1일 기념포장 Die Medaille zur Erinnerung an den 1. Oktober 1938 | 1938년 10월 18일                            | 주데텐란트 합병 기념장. 합병에 협조한 현지인 및 주데텐란트 진군에 참여한 장교, 관료들에게 수여. 1939년 보헤미아와 모라비아까지 합병하면서 프라하 성이 새겨진 보장이 이 훈장의 리본에 끼우는 업그레이드 형태로 수여.                                                                  | 기본: 1,162,617 보장: 134,563                                        |
| 근속상                      | |                                             | |                                                                      |
|                             | 국방군 근속상 Dienstauszeichnung | 1936년 3월 16일                             | 4급(4년 근속), 3급(12년 근속), 2급(18년 근속), 1급(25년 근속), 특급(40년 근속)으로 구성. 특급은 1939년 3월 10일 도입. |                                                                      |
|                             | 친위대 근속상 SS-Dienstauszeichnungen | 1938년 1월 30일                             | 4년 근속상, 8년 근속상, 12년 근속상, 20년 근속상 존재. 사진은 12년 근속상. |                                                                      |
| 순장                        | |                                             | |                                                                      |
|                             | 나르비크 순장 Narvikschild 나르비크실트[*] | 1940년 8월 19일                             | 1940년 4월 9일-6일 나르비크 전투에 참여한 장병 전원에게 수여. | 8,577:276 사후 추서 938                                              |
|                             | 크림 순장 Krimschild 크림실트[*] | 1942년 7월 25일                             | 1941년 9월 21일-1942년 7월 4일 크림반도를 함락시킨 에리히 폰 만슈타인 휘하 제11군 장병 전원에게 수여. | ca. 250,000                                                          |
|                             | 홀름 순장 Cholmschild 홀름실트[*] | 1942년 7월 1일                              | 1942년 1월 21일-5월 5일 홀름 포위전에서 싸운 장병들에게 수여. | ca. 5,500                                                            |
|                             | 데먄스크 순장 Demjanskschild 데먄스크실트[*] | 1943년 4월 25일                             | 1942년 2월 8일-5월 20일 데먄스크 포위전에서 싸운 장병에게 수여. | ca. 100,000                                                          |
|                             | 쿠반 순장 Kubanschild 쿠반실트[*] | 1943년 9월 21일:284-                        | 1943년 1월부터 10월까지 쿠반 교두보에서 싸운 장병들에게 수여. | ca. 145,000                                                          |
|                             | 라플란드 순장 Lapplandschild 라플란트실트[*] | 1945년 2월                                  | 1944년 11월부터 1945년 5월 사이 라플란드 전쟁에서 소련군 및 핀란드군과 교전한 프란츠 뵈메의 제20산악군 장병들에게 수여. | ca. 100,000                                                          |
| 육군휘장                    | |                                             | |                                                                      |
|                             | 보병돌격휘장 Infanterie-Sturmabzeichen 인판테리 슈투르맙차이헨[*] | 1940년 12월 20일(은장) 1940년 6월 1일(동장) | 비기계화 보병 또는 산악엽병으로서 돌격 전투에 동원된 자, 3일 이상 전방 근무한 자에게 연대급에서 수여.:80, 81. |                                                                      |
|                             | 일반돌격휘장 Allgemeines Sturmabzeichen 알게마이네스 슈투르맙차이헨[*] | 1940년 6월 1일                              | 보병돌격전에 동원되었으나 보병제대 소속이 아니라 보병돌격휘장 수훈 대상이 아닌 자에게 수여. |                                                                      |
|                             | 근접전기장 Nahkampfspange [*] | 1942년 11월 25일                            | 근접백병전에서 승리한 자에게 수여. 백병전 승리 경험 횟수에 따라 15회 이상은 동장, 25회 이상은 은장, 50회 이상은 금장을 수여한다. | :6 금장 631 은장 9,500 동장 36,400                                   |
|                             | 전차전휘장 Panzerkampfabzeichen 판처캄팝차이헨[*] | 1939년 12월 20일                            | | ca. 34,500                                                           |
|                             | 육군대공포휘장 Heeres-Flak Abzeichen [*] | 1941년 7월 18일                             | |                                                                      |
|                             | 토비전휘장 Bandenkampfabzeichen [*] | 1944년 1월 30일:106                         | 대분란전, 소위 토비전에 기여한 자에게 수여. 토비전 종군 20일 이상은 동장, 50일 이상은 은장, 150일 이상은 금장으로 3개 등급 존재.:107 |                                                                      |
|                             | 기구관측병휘장 Ballonbeobachterabzeichen [*] | 1944년 7월 8일                              | 가스기구 또는 비행선을 타고 300 피트 이상 고도를 비행한 자에게 수여.:104 |                                                                      |
|                             | 저격병휘장 Scharfschützenabzeichen [*] | 1944년 8월 20일:114                         | 이름 그대로 저격수에게 수여. 사살기록에 따라 20명 이상은 일반장(3급), 40명 이상은 은장(2급), 60명 이상은 금장(1급)의 3개 등급 존재.:115 |                                                                      |
|                             | 전상장 Verwundetenabzeichen [*] |                                             | 부상 회수에 따라 2회 이상은 흑장, 3회-4회는 은장, 5회 이상은 금장 수여. 금장은 사후 수훈 가능.:259 | ca. 5,000,000                                                        |
| 해군휘장                    | |                                             | |                                                                      |
|                             | 함대전쟁휘장 Flottenkriegsabzeichen [*] | 1941년 4월                                  | 전함 또는 순양함 함상에서 12주 이상 복무한 자에게 수여. |                                                                      |
|                             | 구축함전쟁휘장 Zerstörerkriegsabzeichen [*] | 1940년 6월 4일                              | 구축함 승조원으로서 부상당하거나 배가 침몰했는데 생존했거나 3회 이상 교전 또는 12회 이상 출격한 자에게 수여. |                                                                      |
|                             | 소해구잠정전쟁휘장 Kriegsabzeichen für Minensuch-, U-Boot-Jagd- und Sicherungsverbände [*] | 1940년 8월 31일                             | |                                                                      |
|                             | 봉쇄돌파선휘장 Abzeichen für Blockadebrecher | 1941년 4월 1일                              | |                                                                      |
|                             | 고속정전쟁휘장 Schnellbootkriegsabzeichen | 1941년 5월 30일                             | |                                                                      |
|                             | 잠수정전쟁휘장 U-Boot-Kriegsabzeichen | 1939년 10월 13일                            | |                                                                      |
|                             | 보조순양함전쟁휘장 Kriegsabzeichen für Hilfskreuzer | 1941년 4월 24일                             | |                                                                      |
|                             | 해군포병전쟁휘장 Kriegsabzeichen für die Marineartillerie | 1941년 6월 24일                             | |                                                                      |
|                             | 잠수정전선기장 U-Boot-Frontspange | 1944년 5월 15일                             | |                                                                      |
|                             | 해군전선기장 Marine-Frontspange | 1944년 11월 19일                            | |                                                                      |
| 공군휘장                    | |                                             | |                                                                      |
|                             | 항공기지도자관측사휘장 Flugzeugführer- und Beobachterabzeichen [*] | 1936년 3월 26일                             | 조종사휘장과 관측사휘장을 이미 수여받은 이들에게 수여. 업그레이드판으로 황금금강석항공기지도자관측사통합휘장(Gemeinsame Flugzeugführer- und Beobachterabzeichen in Gold mit Brillanten)이 있다.                                                                                      |                                                                      |
|                             | 조종사휘장 Pilotenabzeichen [*] | 1935년 8월 12일                             | 비행훈련을 마치고 비행자격을 얻은 조종사에게 수여. |                                                                      |
|                             | 강하사격병휘장 Fallschirmschützenabzeichen [*] | 1936년 11월 5일                             | 공수 낙하를 6회 이상 수행한 자에게 수여. |                                                                      |
|                             | 공군대공포전휘장 Flak-Kampfabzeichen der Luftwaffe [*] | 1941년 1월 10일                             | 적의 공습을 방어하는 데 확약한 대공포대 포대원에게 수여.:204-205 |                                                                      |
|                             | 공군지상전휘장 Erdkampfabzeichen der Luftwaffe [*] | 1942년 3월 31일                             | 육상전에서 공을 세운 공군 장병에게 수여. 작전 참여 회수에 따라 25회 이상은 2등장, 50회 이상은 3등장, 75회 이상은 4등장, 100회 이상은 5등장 수여. |                                                                      |
|                             | 관측사휘장 Beobachterabzeichen [*] | 1935년 1월 19일                             | 관측사 또는 항법사 또는 포격사 보직으로서 2개월 훈련을 수료하고 5회 이상 작전비행에 참여한 자에게 수여. |                                                                      |
|                             | 활공기지도자휘장 Segelflugzeugführerabzeichen [*] | 1940년                                      | 활공기 훈련을 받은 공군 장병에게 수여. |                                                                      |
|                             | 통신사기관사휘장 Bordfunker-und Bordmechanikerabzeichen [*] | 1935년                                      | 통신사 또는 항공기보호사(기총사) 또는 기관사 보직으로서 2개월 훈련을 수료하고 5회 이상 작전비행에 참여한 자에게 수여. |                                                                      |
|                             | 항공기념휘장 Flieger-Erinnerungsabzeichen [*] | 1936년 3월 26일                             | 제1차 세계 대전 당시 4년 이상 항공기에 탑승했거나 15년 의무 복무 후 명예 전역한 자, 비행 사고로 불구가 된 자, 사고로 사망한 자의 유족에게 수여. |                                                                      |
|                             | 항공승무원휘장 Fliegerschaftsabzeichen [*] | 1935년 1월 19일                             | 독일공중체육협회 회원에게 수여. |                                                                      |
|                             | 기총사기관사휘장 Fliegerschützenabzeichen für Bordschützen und Bordmechaniker [*] | 1942년                                      | |                                                                      |
|                             | 전선비행기장 Frontflugspange | 1941년 1월 30일                             | 비행임무 횟수에 따라 수여. 20회 이상은 동장, 60회 이상은 은장, 110회 이상은 금장. 주간전투기, 야간전투기, 장거리전투기, 중전투기, 공격기, 폭격기, 정찰기, 수송기가 따로 존재. 사진은 폭격기와 공격기.                                                                                |                                                                      |
|                             | 공군영예배 Ehrenpokal der Luftwaffe | 1940년 2월 27일                             | 1급 철십자장을 받았으나 아직 공훈이 독일십자장이나 기사십자 철십자장에는 미치지 않는 공군 장병에게 수여. 1944년 공군영예감장으로 대체. | :320-322서류상: 58,000 실제: ca. 15,000                              |
| 외인부대장                  | |                                             | |                                                                      |
|                             | 스페인 반공의용병 기념포장 Erinnerungsmedaille für die spanischen Freiwilligen im Kampf gegen den Bolschewismus | 1944년 1월 3일                              | 동부 전선에 종군한 스페인인 외인부대(청색사단) 장병에게 인식용으로 수여. |                                                                      |
|                             | 동방민족 용맹공로표창 Tapferkeits- und Verdienstauszeichnung für Angehörige der Ostvölker | 1942년 7월 14일                             | 구소련 지역 출신자로서 나치 독일군에 가담해 군사 또는 준군사 활동을 한 자에게 수여. 1급 금장, 1급 은장, 2급 금장, 2급 은장, 2급 동장의 5개 등급이 있었음. 용맹장은 검이 들어가고 공로장은 들어가지 않는다. 사진은 2급 은검장.                                                        | ca. 7,000                                                            |
|                             | 샬부르크 십자장 Schalburgkreuz | 불명                                        | 덴마크인 외인부대(샬부르크 부대) 장병에게 수여. 간부용 1등장과 사병용 2등장 존재. | 1                                                                    |
|                             | 제5돈 카자크연대 십자장 |                                             | |                                                                      |
|                             | 제12시베리아 카자크연대 십자장 |                                             | |                                                                      |
| 민사훈장                    | |                                             | |                                                                      |
| 청년장                      | |                                             | |                                                                      |
| 체육장                      | |                                             | |                                                                      |
| 문민장                      | |                                             | |                                                                      |
| 노동장                      | |                                             | |                                                                      |
| 적십자장                    | |                                             | |                                                                      |
| 외교장                      | |                                             | |                                                                      |
| 정치상훈                    | |                                             | |                                                                      |
| 국가사회주의 독일노동자당상 | |                                             | |                                                                      |
|                             | 독일훈장 Deutscher Orden 도이체 오르덴[*] | 1942년 2월 12일                             | 국가와 당을 위해 최고 수준의 의무에 헌신한 자에게 수여. 거의 대부분 사후 추서였음. | 12                                                                   |
|                             | 1923년 11월 9일 기념포장 Medaille zur Erinnerung an den 9. November 1923 | 1934년 3월                                  | 뮌헨 폭동 기념장. 1932년 1월 이전부터 나치 당원이었거나 뮌헨 폭동 당시 나치 폭도 측에 가담했던 이들에게 수여. |                                                                      |
|                             | 황금당원휘장 Goldenes Parteiabzeichen | 1933년 10월                                 | 나치당 당원번호 1번-100,000번, 즉 당원 등록 선착순 100,000 명에게 수여:178 | 22,282                                                               |
| 친위대·경찰상               | |                                             | |                                                                      |
| 돌격대상                    | |                                             | |                                                                      |
| 항공군단상                  | |                                             | |                                                                      |
| 청소년단상                  | |                                             | |                                                                      |